# صاوه بينتو
صاوه بينتو هو لاعب كرة قدم برتغالي في مركز الوسط، ولد في 2 يناير 1991. لعب مع نادي لوزيرن.

## وصلات خارجية
- صاوه بينتو على موقع قاعدة بيانات كرة القدم.إي يو (الإنجليزية)
- صاوه بينتو على موقع Soccerway.com (الإنجليزية)
- صاوه بينتو على موقع عالم كرة القدم.نت (الإنجليزية)